# Луопингозавр

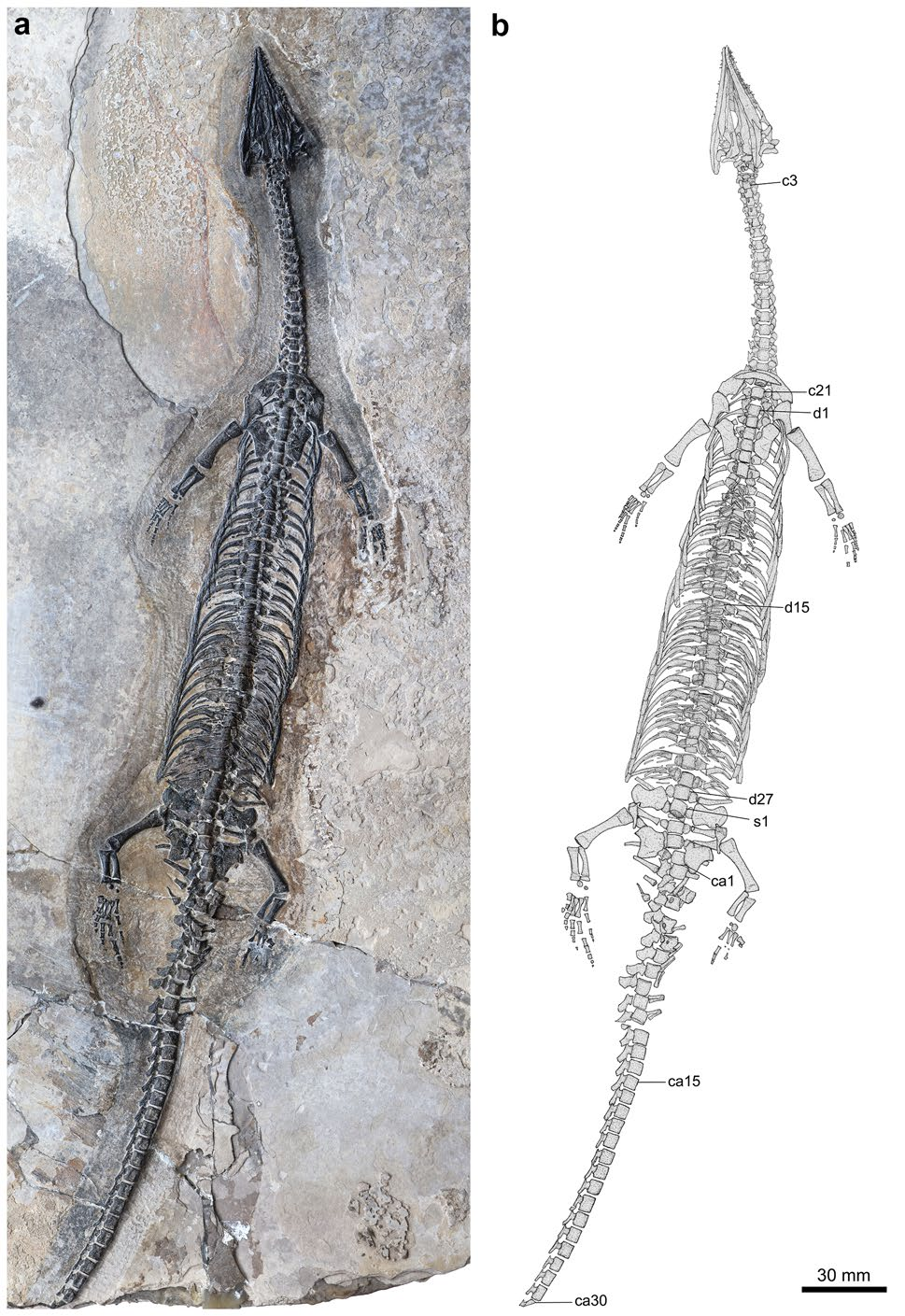
Holotype

Luopingosaurus (что означает «ящерица Люопина») — вымерший род пахиплеурозавридов зауроптеригиев из среднего триаса формации Гуаньлин провинции Юньнань, Китай. Род содержит единственный вид, L. imparilis, известный по хорошо сохранившемуся, почти полному скелету.

## Открытие и наименование

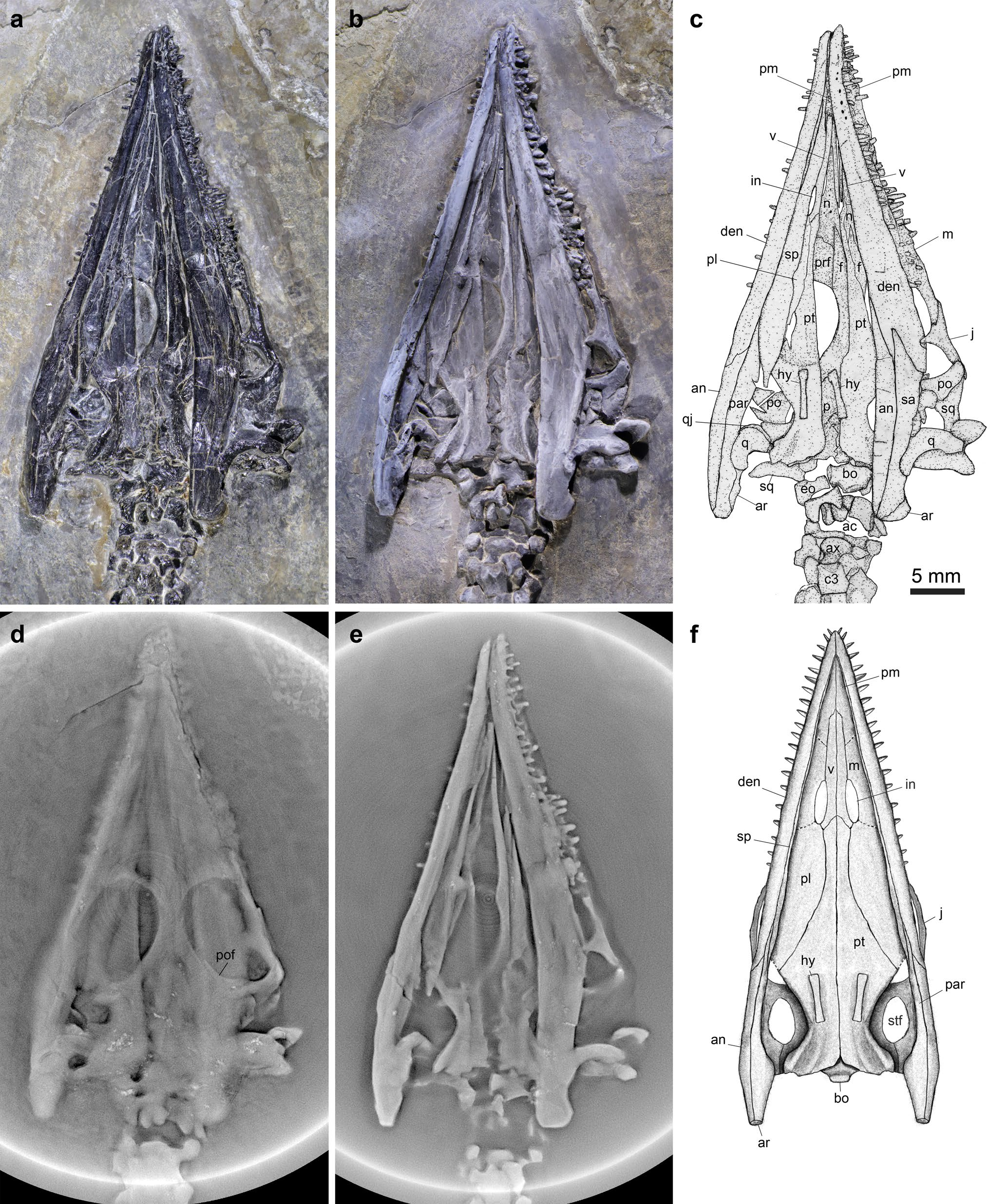
Luopingosaurus skull

Голотипный экземпляр Luopingosaurus, IVPP V19049, был обнаружен в отложениях формации Гуаньлин, датируемых анизийским веком (пелсонский подъярус) среднего триасового периода, в уезде Луопин, провинция Юньнань, Китай. Этот образец состоит из почти полной, вентральновыставленной, сочлененной особи, у которой отсутствует только конец хвоста. Сохранившаяся часть скелета имеет длину 46,2 сантиметра (18 ″).
В 2023 году Сюй et al. описал Luopingosaurus imparilis, новый род и вид pachypleurosaurid, основанный на этих ископаемых останках. Родовое название, "Luopingosaurus", объединяет ссылку на местонахождение типа в уезде Люопин с греческим словом "saurus", означающим "ящерица". видовое название, «imparilis», означает «своеобразный» и «необычный» на латыни.

## Описание

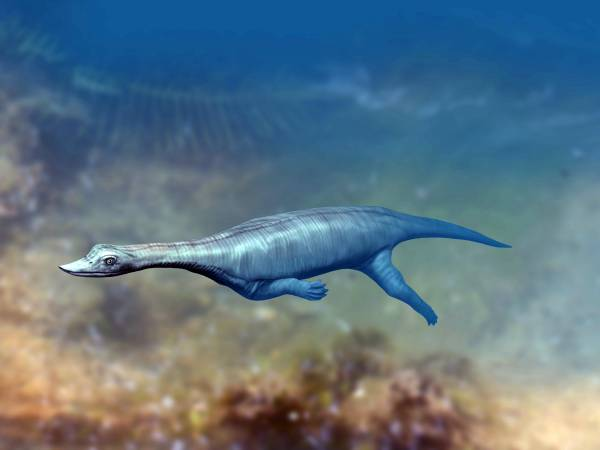
Восстановление жизни родственного, длиннорылого Wumengosaurus

Luopingosaurus является одним из крупнейших пахиплеврозавроидов, с предполагаемой общей длиной тела 64 сантиметра (25 ″). Он также имеет необычно длинную морду по сравнению с другими пахиплеврозавридами; единственный родственный таксон с более длинной мордой — Wumengosaurus, который иногда помещался другими авторами за пределы Pachypleurosauroidea. Эволюция этой особенности вместе с короткорылыми keichousaurids могла произойти из-за различий в специализациях добычи и питания. Удлиненная морда могла позволить Luopingosaurus более эффективно ловить и удерживать добычу.
Luopingosaurus представляет собой единственный известный пример гиперфалангии (увеличения числа фаланг) в Pachypleurosauroidea, имея пять фаланг в третьем пальце в отличие от плезиоморфного состояния с четырьмя.

## Классификация
Сюй и др. (2023) выделили Luopingosaurus как производного члена пахиплеврозаврид Pachypleurosauroidea, как сестринский таксон для Honghesaurus. Их результаты показаны на кладограмме ниже:
Шаблон:Клада|label1=Sauropterygia}}